# 454329 Ericpiquette
454329 Ericpiquette è un asteroide della fascia principale. Scoperto nel 2010, presenta un'orbita caratterizzata da un semiasse maggiore pari a 2,7575459 UA e da un'eccentricità di 0,2132366, inclinata di 10,16870° rispetto all'eclittica.